# Stiftung Asienhaus
Die Stiftung Asienhaus ist eine gemeinnützige Stiftung und Nichtregierungsorganisationen mit Bezug zu Asien. Die Stiftung Asienhaus wurde 1992 unter dem Namen Asienstiftung in Essen gegründet und hat heute ihren Sitz in Köln.
Zur Stärkung zivilgesellschaftlicher Positionen setzt sich die Stiftung Asienhaus für den Auf- und Ausbau von Netzwerken ein und trägt dazu bei, Brücken zwischen den Zivilgesellschaften Asiens und Europas zu bauen.
Die Stiftung betreibt den Blog "Stimmen aus China", in welchem sie laut Selbstbeschreibung "der einseitigen Darstellung deutscher Medien entgegenwirken" möchte. Der Blog ist im Verlauf der Covid-19-Pandemie verwaist.
Im Fokus der Arbeit stehen:
- die Entwicklungen in den Ländern Asiens und die Situation ihrer Menschen.
- die kritische Begleitung der Beziehungen zwischen der EU beziehungsweise Deutschland mit den Ländern in Asien.

Im Rahmen ihrer entwicklungspolitischen Arbeit erstellt die Stiftung Analysen, führt Bildungsveranstaltungen durch, setzt Dialogprogramme um und ist im Lobby und Advocacy Bereich tätig.
Die Länderschwerpunkte der Stiftung sind China, Indonesien, Kambodscha, Myanmar, und Timor Leste. Erweitert durch die ehemaligen Mitgliedsorganisationen der Asienstiftung und seit 2018 hinzugekommene Trägerschaften engagiert sich die Stiftung auch in den Länderkontexten Korea, Philippinen, Nepal und Nordostindien. 

## Ziele
Satzungsgemäß verfolgt die Stiftung folgende Ziele:
- Förderung von Bildungs- und Informationsarbeit,
- Förderung von wissenschaftlichen Arbeiten über die Länder und Völker Asiens und ihre Beziehungen zu Europa insbesondere im deutschsprachigen Raum,
- Förderung der Verständigung und Zusammenarbeit zwischen den Zivilgesellschaften in Asien und Europa.

## Geschichte
Die Asienstiftung wurde 1992 von Günter Freudenberg und den Mitgliedsorganisationen Korea-Verband, Philippinenbüro und Südostasien-Informationsstelle gegründet. 1995 gründete die Asienstiftung gemeinsam mit den Mitgliedsorganisationen das Asienhaus in Essen, das als Zentrum asienbezogener, alternativer Aktivitäten in Deutschland dienen sollte. Durch engere Kooperation sollte die Informations- und Solidaritätsarbeit der beteiligten Initiativen gestärkt und Doppelungen vermieden werden.
Im Oktober 2012 verlegte die Stiftung Asienhaus ihren Sitz nach Köln, den heutigen Sitz der Stiftung. Asienstiftung und Asienhaus gingen mit der Satzung vom 25. Mai 2013 in die Stiftung Asienhaus über.
Gemeinsam mit dem philippinenbüro e. V. bringt die Stiftung Asienhaus das Südostasien Magazin heraus, welches seit 2018 digital publiziert wird.
2018 übernahm die Stiftung die Trägerschaft für das Nepal Dialog Forum.
2022 übernahm die Stiftung die Trägerschaft für das North East India Forum.